# Juan Fernando Calle
Pour les articles homonymes, voir Calle.
Calle  Hurtado est un nom espagnol. Le premier nom de famille, en général paternel, est Calle ; le second, en général maternel, souvent omis, est Hurtado.
Juan Fernando Calle Hurtado, né le 18 juillet 1999 à Salgar (Antioquia), est un coureur cycliste colombien.

## Biographie
Il passe professionnel en 2020 chez Caja Rural-Seguros RGA, après une saison réussie chez les amateurs en Espagne,. 

## Palmarès
- 2016
  - 2e étape du Tour de Colombie juniors
  - 3e du Tour de Colombie juniors
- 2017
  - Challenge Montaña Central de Asturias Junior :
    - Classement général
    - 1re étape
- 2018
  - 2e de l'Antzuola Saria
- 2019
  - Subida a Gorla
  - Lazkaoko Proba
  - Euskal Bailarak Kriteriuma
  - Leintz Bailarari Itzulia
  - Laudio Saria
  - Oñati Proba
  - 2e du Mémorial Aitor Bugallo
  - 2e de la Klasika Lemoiz
  - 2e de l'Udako Kriteriuma
  - 2e de la Prueba Alsasua